# Фидуциарни сделки
Фидуциарни са сделките, с които се прехвърлят имуществени права, които приобретателят се задължава по-късно обратно да прехвърли на праводателя си. Страните се наричат фидуциант - този, който прехвърля едно свое право, - и фидуциар - приобретателят. За третите лица фидуциарят е притежател на правото и той може да се разпорежда с него, докато във вътрешните отношения между страните по сделката той е само управител. Ако фидуциарят злоупотреби и прехвърли правото на трето лице, фидуциантът може да търси от него отговорност за вреди. Фидуциарните сделки са допустими, въпреки че не са уредени изрично, стига да не се използват за заобикаляне на закона.